# Бохнер, Дэниэл
Дэниэл Бохнер (англ. Daniel Bochner, род. 5 сентября 1984, Торонто) — канадский тренер по хоккею с шайбой и бывший игрок в позиции защитника. С 2018 года является тренером по развитию игроков Федерации хоккея России и клуба СКА Санкт-Петербург, выступающего в Континентальной хоккейной лиге.
Более 30 игроков, которых тренировал Бохнер, были выбраны в североамериканские лиги: Национальную хоккейную лигу и Хоккейную лигу Онтарио.

## Биография
Родился 5 сентября 1984 года в Торонто, Канада.

### Карьера игрока
Обучался катанию на коньках у тренера по фигурному катанию и хоккею Якова Смушкина, переехавшего в Канаду в 1970-х годах и тренировавшего игроков Национальной хоккейной лиги. В 1998 году отец Даниэля привёз его в Монреаль на просмотр в юниорскую сборную Израиля по хоккею с шайбой, в которой он и начал играть. Играл в основном с русскими, было несколько ребят из Канады, никого жившего в Израиле.
В составе национальной юношеской сборной участвовал во втором дивизионе чемпионата мира среди юниорских команд в 1999 и 2000 годах.
В 2000—2001 годы играл в третьем дивизионе чемпионата мира среди молодёжных команд.
В 2000—2011 годы играл за сборную Израиля (тренеры Борис Миндел и Жан Перрон) в чемпионатах мира по хоккею и одновременно играл 5 сезонов в канадских лигах и затем в 2 сезона в Европе.
В основном его израильская команда играла во втором дивизионе (2001—2005, 2007—2009). На чемпионате мира 2006 года его команда вышла в 1-й дивизион. В апреле 2011 года Бохнер играл в третьем дивизионе чемпионата мира, проходившем в южно-африканском Кейптауне.
В 2001—2006 годы играл за канадские юношеские хоккейные клубы: Lindsay Muskies (2001—2002), Ajax Axemen (2002—2004), Thornhill Thunderbirds (2004—2005) и сезон за Niagara Falls Canucks (2005—2006) в юниорской лиге Golden Horseshoe Junior Hockey League.
После завершения сезона переехал в Европу. В 2006—2007 годы у него был годовой контракт с недавно сформированной взрослой командой Беостар Сербской хоккейной лиги. В 2007—2008 годы играл во французской команде Nice hockey Côte d’Azur, когда она стала чемпионом 2-го дивизиона FFHG Французской федерации хоккея.
После чего он вернулся в израильскую сборную, где сыграв в третьем дивизионе чемпионата мира 2011, завершил карьеру игрока.

### Тренерская карьера
В 2010 году, уйдя из профессионального хоккея в Европе, основал в Канаде академию Universal Hockey. Программа тренировок была разработана самим Бохнером, исходя из его опыта.
Проводит мастер-классы, в частности работал с Федерацией хоккея Канады, работал с несколькими хоккеистами в качестве личного тренера, в том числе в Пекине и Сеуле. Работал в системе клуба НХЛ «Филадельфия Флайерз». В 2015—2016 годы был главным тренером команды Don Mills Flyers в канадской юниорской лиге Greater Toronto. В августе 2017 года в Казани тренировал юниоров академии хоккея «Ак Барс». В 2017—2018 годы являлся тренером канадского клуба Vaughan Kings.
В 2018 году занял должность директора по развитию игроков в Федерации хоккея России, где отвечает за мужские и женские олимпийские и национальные сборные, контракт рассчитан на 4 года, и участвует в подготовке игроков к Еврохоккейтуру. Также с 2018 года он работает тренером по развитию молодых игроков в клубе СКА Санкт-Петербург, где проводил занятия и в 2017 году. Возглавляет национальную программу развития хоккея «Красная машина», которая обучает тренеров по всей стране.

## Достижения и награды
- 2 золотые (2005, 2011), серебряная (2001) и 2 бронзовые медали (2002, 2007) — выступая за сборную Израиля в втором и третьем дивизионах ИИХФ[31][2]
- 2005 — продвижение в первый дивизион на втором дивизионе чемпионата мира по хоккею с шайбой 2005, группа B
- 2008 — продвижение в первый дивизион[англ.] Французской федерации хоккея[англ.] с командой Nice hockey Côte d’Azur[англ.]
- 2011 — продвижение во второй дивизион на чемпионате мира по хоккею 2011